# Ryszard Łubniewski
Ryszard Łubniewski (ur. 9 maja 1929 w Dołhinowie, zm. 28 kwietnia 2021) – polski ekonomista.
Absolwent Wyższej Szkoły Ekonomicznej w Poznaniu. Dyrektor Pionu Współpracy z Przemysłem i Badań Naukowych Politechniki Wrocławskiej (1971-1974), kierownik Zakładu Metod Gospodarowania Czynnikami Produkcji (1987-1991) i Zakładu Zarządzania Produkcją Przemysłową (1991-1997). Prodziekan (1981-1987) i dziekan (1987-1993) Wydziału Informatyki i Zarządzania Politechniki Wrocławskiej. Od 1992 r. profesor na tym wydziale. W latach 1997–1998 rektor Wyższej Szkoły Menedżerskiej w Legnicy.
Autor 104 prac z zakresu problematyki gospodarki materiałowej w powiązaniu z procesami produkcji. Członek Towarzystwa Naukowego Organizacji i Kierowania oraz Polskiego Towarzystwa Ekonomicznego. Odznaczony Złotym Krzyżem Zasługi i Medalem Komisji Edukacji Narodowej. Pochowany został 6 maja 2021 na Cmentarzu ww Wrocławiu-Pawłowicach.